# 2013 en handball
| Années du handball : 2010 - 2011 - 2012 - 2013 - 2014 - 2015 - 2016    |
| Décennies du handball : 1980 - 1990 - 2000 - 2010 - 2020 - 2030 - 2040 |

Cet article présente les faits marquants de l'année 2013 en handball.

## Par mois

### Janvier
- 8 janvier : Alexandra do Nascimento et Daniel Narcisse sont élus meilleurs handballeurs de l'année 2012 par l'IHF[1]
- Du 11 janvier au 27 janvier : Championnat du monde masculin en Espagne (cf. ci-dessous). L'Espagne remporte le titre de champion du monde face au Danemark sur le score de 35 à 19.
- 23 janvier : Didier Dinart (379 sélections et 162 buts) et Daouda Karaboué (151 sélections) disputent leur dernier match en Équipe de France après la défaite 23 à 30 face à la Croatie en quart de finale du championnat du monde.

### Février
- 23 février : finale de la Coupe de la Ligue féminine. L'Issy Paris Hand remporte le premier trophée de son histoire en battant le HBC Nîmes 23 à 21.

### Avril
- 17 avril : Le club espagnol de Portland San Antonio annonce officiellement sa disparition.
- 28 avril : grâce à sa victoire 32 à 27 à Cesson Rennes, le Paris Saint-Germain Handball est sacré champion de France masculin pour la première fois.

### Mai
- 11 mai : finale retour de la Ligue des champions féminine. Après sept défaites en finales de Coupes d'Europe, le Győri ETO KC s'impose enfin en finale en disposant de Larvik HK 47 à 43 (sur les deux matchs).
- 11 mai : finale retour de la Coupe des coupes féminine. Le club autrichien d'Hypo Niederösterreich s'impose nettement 61 à 43 face au club français d'Issy Paris Hand.
- 12 mai : finale retour de la Coupe de l'EHF féminine. Après avoir remporté le match aller 35 à 31 au Danemark, le Metz Handball s'incline à domicile au match retour 28 à 33 face au club danois de Team Tvis Holstebro qui remporte ainsi la Coupe de l'EHF.
- 19 mai : finale de la Coupe de l'EHF masculine. Le club allemand de Rhein-Neckar Löwen remporte son premier titre toutes compétitions confondues en disposant du HBC Nantes, qui évolue pourtant à domicile, sur le score de 26 à 24.
- 19 mai : finale du Championnat de France féminin. Le Metz Handball renverse la vapeur à domicile face au CJF Fleury Loiret Handball (22-27, 27-21) et décroche le dix-huitième championnat de France de son histoire.
- 24 mai : la Nuit du handball 2013 a récompensé les meilleurs joueurs des championnats de France masculin et féminin[2]. Nikola Karabatic (Montpellier AHB et Pays d'Aix UC) et Kristina Liscevic (Metz Handball) sont élus meilleurs joueurs de l'année.
- 25 mai : finale de la Coupe de France masculine. Montpellier AHB s'impose face au Paris Saint-Germain et évite de finir la saison sans trophée, ce qui aurait été une première depuis 1997. En s'adjugeant sa 12e Coupe de France sur les 14 dernières saisons, Montpellier prive ainsi Paris d'un doublé Coupe-championnat.

### Juin
- 4 juin : finale de la Ligue des champions masculine. Après avoir éliminé en demi-finale, le THW Kiel,  tenant du titre, le HSV Hambourg crée la surprise en battant le FC Barcelone 29 à 30 (après prolongations) et remporte ainsi sa première ligue des champions.
- 4 juin : Nikola Karabatic signe au FC Barcelone pour les trois prochaines saisons. Voir aussi ci-dessous pour les principaux transferts de l'intersaison 2013-2014.
- 6 juin : dernière journée du championnat de France masculin. Dunkerque HGL, en s'imposant à la dernière seconde à Saint-Raphaël (25-26), conserve sa deuxième place, qualificative pour la Ligue des champions, avec un point d'avance sur le Montpellier AHB. Ce dernier devra passer par le tournoi Wildcard pour prendre part à cette compétition. L'US Créteil, défait à Chambéry SH (34-30), est relégué en Division 2 en compagnie de Billère Handball qui a concédé face US Ivry sa 26e défaite en autant de journées.
- 9 juin : Qualifications de la zone Europe pour le championnat du monde féminin 2013, matchs retour. La France obtient sa qualification en s'imposant 30 à 26 en Croatie après un match nul 18-18 à l'aller. La Russie, quadruple championne du monde, s'incline lourdement à domicile 21 à 33 face aux Pays-Bas et est éliminée, tout comme la Suède battue deux fois par la Pologne (score total : 58-54).
- 10 juin (date indicative) : fin de carrière pour plusieurs grands joueurs internationaux. Parmi ceux-ci, on peut citer le hongrois d'origine cubaine Carlos Pérez, le russe Eduard Kokcharov, le français Didier Dinart, le croate Petar Metličić et le serbe Dejan Perić[3].
- 11 juin : Olivier Krumbholz, sélectionneur de l'Équipe de France féminine depuis 1998, est démis de ses fonctions. Il est remplacé par Alain Portes qui entraînait l'Équipe de Tunisie masculine depuis 2009[4].
- 16 juin : derniers matchs de qualifications pour le Championnat d'Europe masculin 2014. L'Allemagne et la Slovénie sont les principales équipes éliminées.
- 24 juin : dépôt de bilan du club slovène du RK Koper.
- 25 juin : liquidation du club roumain de CS Oltchim Râmnicu Vâlcea. Le conseil municipal de Râmnicu Vâlcea vote la faillite du club, en proie à d'importantes difficultés financières. Un nouveau club prend alors sa succession sous le nom de HCM Râmnicu Vâlcea dont la ville est le sponsor principal du club à 98 %.

### Juillet
- 1er juillet : création de l'Union Mios-Biganos-Bègles Handball, né du groupement sportif constitué par les clubs de Mios-Biganos bassin d’Arcachon (D1F) et du CA Bèglais (D2F)[5]. Le club évoluera en Division 1.
- 7 juillet : le croate Sead Hasanefendić est de retour à la tête de l'Équipe de Tunisie masculine pour les 3 saisons suivantes[6].
- 9 juillet : le club espagnol de l'Atlético de Madrid (ex-Ciudad Real) dépose le bilan et annonce sa disparition.
- Du 14 au 28 juillet : Championnat du monde masculin junior. La Suède devient championne du monde en battant l'Espagne 28 à 23. La France remporte la médaille de bronze.

### Août
- 23 août : le club espagnol espagnol de SD Itxako, quadruple champion d'Espagne entre 2009 et 2012 et finaliste de la Ligue des champions 2011, renonce à engager une équipe en championnat d'Espagne.
- 30 août : Coupe du monde des clubs. Le FC Barcelone s'impose 27 à 25 face au HSV Hambourg.

### Septembre
- 1er septembre : match retour du Tournoi Wild-Card de la Ligue des champions. Le Montpellier AHB s'incline 28 à 23 en Pologne face au Wisła Płock après la victoire 29 - 27 au match aller. Montpellier est reversé en Coupe de l'EHF et ne participe pas à la Ligue des Champions, ce qui n'était pas arrivé depuis la saison 1997-1998. Dans l'autre tournoi wild card, malgré sa défaite 19 à 23, le club macédonien du RK Metalurg Skopje se qualifie aux dépens des hongrois du Pick Szeged grâce à sa nette victoire 26-16 lors du match aller. Plock et Skopje sont qualifiés pour la phase de groupes de la Ligue des champions tandis que Szeged et Montpellier sont reversés en Coupe de l'EHF.
- 6 septembre : Supercoupe d'Espagne : le FC Barcelone remporte son 16e titre en battant Naturhouse La Rioja 40 à 31.
- 7 septembre : demi-finales du Trophée des champions 2013. Dunkerque HGL s'impose 32 à 23 face au Montpellier AHB et le Chambéry Savoie Handball s'est imposé face au Paris Saint-Germain Handball aux tirs au but 5 à 4 (28 - 28 à la fin du temps réglementaire).
- 8 septembre : finale du Trophée des champions 2013. Chambéry Savoie Handball remporte son premier titre depuis onze ans en battant le Dunkerque HBGL, tenant du titre, 23 à 21.
- 10 septembre : Noka Serdarušić rejoint le Pays d'Aix Université Club handball en tant que conseiller technique auprès du club pour une durée de 4 mois
- 12 septembre : premier match de la saison en Championnat de France. Le Fenix Toulouse Handball reçoit le Paris Saint-Germain Handball et fait match nul 29 à 29.
- 15 septembre : Phases de qualification de la Ligue des champions féminine. À la suite de la victoire du ŽRK Vardar Skopje face au CJF Fleury Loiret Handball 33 à 25, pour la première fois dans l'histoire du handball européen, trois clubs d'une même ville, Skopje (700 000 habitants) en Macédoine, sont qualifiés pour la Ligue des champions : le ŽRK Vardar, donc, chez les femmes, le RK Vardar et le RK Metalurg chez les hommes[7]. À l'opposé, le Viborg HK, triple vainqueur, ne se qualifie pas et est reversé, en compagnie de Fleury notamment, en Coupe d'Europe des vainqueurs de coupe (troisième tour).
- 16 septembre : l'entraineur russe Ievgueni Trefilov, un an après avoir été remplacé, retrouve l'Équipe de Russie féminine[8]. À sa tête entre 1999 et 2012, il a notamment remporté quatre championnats du monde.

### Octobre
- 1er octobre : décès de Patricia Saurina (d), la présidente de la Ligue féminine de handball (LFH), vice-présidente de la Fédération française et chef de délégation de l'équipe de France féminine.
- 6 octobre : 4e journée du Championnat de France. Le Paris Saint-Germain Handball s'impose à domicile 30 à 29 face au Montpellier AHB.
- 14 octobre : l'islandais Guðmundur Guðmundsson est nommé à la tête de la sélection masculine du Danemark à compter du 1er juillet 2014, en remplacement d'Ulrik Wilbek, en poste depuis 2005.
- 19 octobre : Nodjialem Myaro est nommée présidente[9] de la Ligue féminine de handball à la suite du décès de Patricia Saurina (d)
- 26 octobre : : lors du congrès extraordinaire de la Fédération internationale de handball (IHF) à Doha, l’Égyptien Hassan Moustafa est réélu à la présidence de l’IHF pour quatre ans.

### Novembre
- 1er novembre : première édition masculine de la Golden League.
- 17 novembre : le Metz Handball est éliminé de la Ligue des Champions malgré sa victoire face à IK Sävehof lors de la dernière journée. Le club est reversé en huitième de finale de la Coupe des Coupes.
- 19 novembre : Jérôme Fernandez se fracture le quatrième métacarpe de la main droite alors qu'il est prêté par son club de Fenix Toulouse Handball au club libanais d'Al Sadd pour disputer le Ligue des champions d'Asie.
- 26 novembre : dans l'affaire des paris suspects, le rapport de l'expert concernant les soupçons de match truqué entre Cesson et Montpellier en mai 2012 est annulé par la chambre de l'instruction de la cour d'appel de Montpellier.
- 26 novembre : Bertrand Roiné, champion du monde 2011 avec l'équipe de France, et l'espagnol Borja Fernandez sont sélectionnés par le Qatar pour participer au Championnat d'Asie.
- 29 novembre : Stéphane Imbratta, entraîneur du Tremblay-en-France Handball depuis 2008, est démis de ses fonctions. Il est remplacé par Dragan Zovko.
- 30 novembre : première victoire du Dunkerque Handball Grand Littoral en Ligue des Champions face au KS Kielce, 3e de l'édition précédente.

### Décembre
- 5 décembre : 10e journée du Championnat de France (match en retard). Victoire 25-21 de Dunkerque HGL sur le Paris S-G qui subit sa première défaite de la saison. Dunkerque prend la tête du championnat à son adversaire sur soir à la différence de but particulière, avec 2 points d'avance sur le Montpellier AHB.
- 7 décembre : premier All-Star Game du Championnat de France réunissant les meilleurs joueurs évoluant en LNH. La sélection française s'impose 55 à 54 face à la sélection étrangère.
- Du 7 décembre au 22 décembre : Championnat du monde féminin en Serbie (cf. ci-dessous). Pour la première fois dans l’histoire des Championnats du monde de handball, une nation du continent américain, le Brésil, remporte le titre en battant en finale la Serbie 22 à 20 à Belgrade, devant plus de 19 000 spectateurs. La Brésilienne Eduarda Amorim est élue MVP du tournoi.
- 11 décembre : Coupe d'Allemagne. Le THW Kiel, tenant du titre, s'incline à domicile 29 à 31 face à Rhein-Neckar Löwen, sa première défaite à domicile dans la compétition depuis 23 ans.
- 12 décembre : 12e journée du Championnat de France. Le HBC Nantes bat le record de spectateur en D1 avec 9 357 spectateurs dans le hall XXL du Parc des expositions de la Beaujoire. Les Nantais s'imposent 30 à 26 face au Paris S-G qui subit ainsi sa deuxième défaite consécutive en championnat. Le lendemain, Dunkerque HGL, vainqueur difficile de Dijon 26 à 25, réalise la bonne opération de la journée en prenant 2 points d'avance sur Paris et 4 sur le Montpellier AHB, battu 30 à 31 à Saint-Raphaël.
- 14 décembre : 15e journée du Championnat d'Espagne (fin des matchs aller). Le FC Barcelone remporte sa 15e victoire en étrillant 31-16 son dauphin Naturhouse La Rioja : le club catalan a remporté tous ses matchs avec 15 buts d'écart en moyenne.
- 14-15 décembre : 1re édition de la BeNe Ladies. La compétition, durant deux jours, oppose deux équipes belges, le Fémina Visé et le DHW Antwerpen face à deux équipes néerlandaises le Westfriesland SEW et le SS/VOC Amsterdam.
  - 1re journée : le SS/VOC Amsterdam s'impose 34-20 face au DHW Antwerpen et le Fémina Visé s'impose 27-26 face au Westfriesland SEW.
  - 2e journée : le Westfriesland SEW l'emporte 33-24 face au DHW Antwerpen et le SS/VOC Amsterdam se défait du Fémina Visé 32 à 27, remportant ainsi la première édition de la BeNe Ladies.
- 17 au 22 décembre : 16e de finale de la Coupe de France masculine 2013-2014. Parmi les clubs de D1, seul l'US Ivry, battu à Pontault-Combault 28 à 29, est éliminé. À noter la victoire 35 à 30 du Paris-SG à Créteil, leader invaincu de la D2.
- 19 décembre : 13e journée du Championnat de France. Malgré sa défaite 17 à 21 à Chambéry, Dunkerque est champion d'automne. Paris S-G est deuxième avec le même nombre de points et le Montpellier AHB complète le podium avec 2 points de retards. En bas de tableau, un match à trois entre Dijon (6 points), Tremblay-en-France (6 points) et Ivry (5 points) semble se dessiner pour déterminer les deux clubs relégués.
- 22 décembre : finale de la Coupe ASOBAL. Cette compétition réunit les quatre meilleures équipes du précédent championnat d'Espagne. Après avoir eu raison du BM Huesca (39-25) en demi-finale, le FC Barcelone a dominé le BM Granollers (34-28) et remporte sa 9e Coupe ASOBAL.

## Par compétitions

### Championnat du monde masculin
| Le Championnat du monde masculin de handball 2013 a lieu du 11 au 27 janvier een Espagne pour la première fois. La France a remis son titre en jeu mais échoue en quart de finale face à la Croatie. L'Espagne remporte le titre de champion du monde en infligeant une lourde défaite en finale au Danemark sur le score de 35 à 19. La Croatie complète le podium en obtenant la médaille de bronze, après avoir vaincu la Slovénie sur le score de 31 à 26. Statistiques - le finaliste danois Mikkel Hansen est élu meilleur joueur du tournoi. - son compatriote, Anders Eggert, est le meilleur buteur avec 55 buts. Le meilleur joueur de la compétition (MVP) élu est le finaliste danois Mikkel Hansen. | \| \| Espagne \| \| \| Médaille d'or, monde \| \| Danemark \| \| \| Médaille d'argent, monde \| Croatie \| \| Médaille d'argent, monde \| Médaille de bronze, monde \| |
| | Espagne |
| | Médaille d'or, monde |
| Danemark | |
| Médaille d'argent, monde | Croatie |
| Médaille d'argent, monde | Médaille de bronze, monde |

### Championnat du monde féminin
| Le championnat du monde féminin de handball 2013 a eu lieu du 7 au 22 décembre en Serbie en collaboration avec la Fédération internationale de handball (IHF) et la Fédération serbe de handball. La Serbie a été désignée le 2 octobre 2010 en tant que pays hôte pour la première fois. La Norvège, vainqueur de l'édition 2011 a remis son titre en jeu, après une victoire face à la France sur le score de 32 à 24. Principaux résultats : - 7 décembre : 1re journée, Poule C. La Norvège s'impose 22 à 20 face à l'Espagne. - 10 décembre : 3e journée, Poule B. Le Brésil s'impose 25 à 23 face à la Serbie. - 11 décembre : 4e journée, Poule A. La France s'impose 17 à 16 face au Monténégro. - 11 décembre : 4e journée, Poule B. La Serbie s'impose 23 à 22 face au Danemark. - 12 décembre : 4e journée, Poule D. La Roumanie s'impose 21 à 17 face à la Hongrie. - 15 décembre : huitièmes de finale. Le Monténégro, champion d'Europe et vice-champion olympique, est éliminé après sa défaite 21 à 22 face au Danemark, 3e du groupe B. - 16 décembre : huitièmes de finale (suite). La Hongrie, 3e du groupe D, élimine l'Espagne 28 à 21. - 18 décembre : quarts de finale. Éliminations « surprise » de 3 nations invaincues : la France (défaite 21-22 face à la Pologne), la Norvège (défaite 25-28 face à la Serbie) et l'Allemagne (défaite 28-31 face au Danemark). Seul le Brésil a tenu son rang à la suite de sa victoire 33 à 31 après deux prolongations face à la Hongrie. - 20 décembre : demi-finales. La Serbie s'impose 24 à 18 face à la Pologne et le Brésil vainc le Danemark 27 à 21. - 22 décembre : finale. Le Brésil, remporte le titre en battant la Serbie 22 à 20 à Belgrade, devant plus de 19 000 spectateurs. Statistiques et récompenses - la brésilienne Eduarda Amorim est élue MVP du tournoi. - l'allemande Susann Müller est la meilleure marqueuse avec 62 buts. | \| \| Brésil \| \| \| Médaille d'or, monde \| \| Serbie \| \| \| Médaille d'argent, monde \| Danemark \| \| Médaille d'argent, monde \| Médaille de bronze, monde \| |
| | Brésil |
| | Médaille d'or, monde |
| Serbie | |
| Médaille d'argent, monde | Danemark |
| Médaille d'argent, monde | Médaille de bronze, monde |

## Meilleurs handballeurs de l'année 2013
Le 26 janvier 2014, les résultats de l'élection des meilleurs handballeurs de l'année 2013 ont été dévoilés par l'IHF,,.
Chez les femmes, toutes les joueuses évoluent ou évoluaient dans le club hongrois de Győri ETO KC, vainqueur de la Ligue des champions. Le titre est décerné à la serbe Andrea Lekić, qui a depuis rejoint le Vardar Skopje, Anita Görbicz et Heidi Løke ayant déjà été élue respectivement en 2005 et en 2011.
| Rang | Joueuse            | Nationalité | Club(s)              | Poste            | Votes | Élue en |
| ---- | ------------------ | ----------- | -------------------- | ---------------- | ----- | ------- |
| 1    | Andrea Lekić       | Serbie      | Győr & Vardar Skopje | Demi-centre      | 33%   | -       |
| 2    | Anita Görbicz      | Hongrie     | Győri ETO KC         | Demi-centre      | 27 %  | 2005    |
| 3    | Katrine Lunde      | Norvège     | Győri ETO KC         | Gardienne de but | 20%   | -       |
| 4    | Katarina Bulatović | Monténégro  | Győri ETO KC         | Arrière gauche   | 13%   | -       |
| 5    | Heidi Løke         | Norvège     | Győri ETO KC         | Pivot            | 7 %   | 2011    |

Chez les hommes, le titre est décerné au croate Domagoj Duvnjak, notamment vainqueur lui aussi de la Ligue des champions avec son club du HSV Hambourg et élu joueur de l'année 2013 en Allemagne. À noter que les quatre autres nommés avaient déjà tous été élus meilleur joueur du monde précédemment.
| Rang | Joueur          | Nationalité  | Club(s)              | Poste          | Votes | Élu en |
| ---- | --------------- | ------------ | -------------------- | -------------- | ----- | ------ |
| 1    | Domagoj Duvnjak | Croatie      | HSV Hambourg         | Demi-centre    | 33 %  | -      |
| 2    | Mikkel Hansen   | Danemark     | Paris Saint-Germain  | Arrière gauche | 27 %  | 2011   |
| 3    | Arpad Šterbik   | Espagne      | FC Barcelone         | Gardien de but | 20 %  | 2005   |
| 4    | Filip Jícha     | Rép. tchèque | THW Kiel             | Arrière gauche | 13 %  | 2010   |
| 5    | Daniel Narcisse | France       | THW Kiel & Paris S-G | Demi-C / Ar. G | 7 %   | 2012   |

## Bilan de la saison 2012-2013 en club

### Coupes d'Europe (clubs)
| Compétition              | Vainqueur           | Finaliste           |
| ------------------------ | ------------------- | ------------------- |
| C1 : Ligue des champions | HSV Hambourg        | FC Barcelone        |
| C2 : Coupe des coupes    | compétition arrêtée | compétition arrêtée |
| C3 : Coupe de l'EHF      | Rhein-Neckar Löwen  | HBC Nantes          |
| C4 : Coupe Challenge     | SKA Minsk           | Handball Esch       |

| Compétition              | Vainqueur             | Finaliste       |
| ------------------------ | --------------------- | --------------- |
| C1 : Ligue des Champions | Győri ETO KC          | Larvik HK       |
| C2 : Coupe des coupes    | Hypo Niederösterreich | Issy Paris Hand |
| C3 : Coupe de l'EHF      | Team Tvis Holstebro   | Metz Handball   |
| C4 : Coupe Challenge     | DHK Banik Most        | ŽRK Samobor     |

### Compétitions trans-européennes
| Pays | Compétition             | Vainqueur        | Finaliste        |
| ---- | ----------------------- | ---------------- | ---------------- |
|      | Ligue SEHA              | RK Zagreb        | Vardar Skopje    |
|      | Ligue balte de handball | SKA Minsk        | Riihimäen Cocks  |
|      | BeNeLux Liga            | Achilles Bocholt | HV KRAS/Volendam |

### Championnats européens
| Rang EHF | Rang EHF        | Championnat        | Vainqueur             |
| Rang     | Evol.           | Championnat        | Vainqueur             |
| -------- | --------------- | ------------------ | --------------------- |
| 1        | en stagnation   | Allemagne          | THW Kiel              |
| 2        | en stagnation   | Espagne            | FC Barcelone          |
| 3        | en stagnation   | France             | Paris Saint-Germain   |
| 4        | en augmentation | Danemark           | Aalborg Håndbold      |
| 5        | en augmentation | Slovénie           | RK Gorenje Velenje    |
| 6        | en diminution   | Russie             | Medvedi Tchekhov      |
| 7        | en diminution   | Hongrie            | Veszprém KSE          |
| 8        | en stagnation   | Suisse             | Wacker Thoune         |
| 9        | en augmentation | Croatie            | RK Zagreb             |
| 10       | en diminution   | Roumanie           | HCM Constanța         |
| 11       | en stagnation   | Portugal           | FC Porto              |
| 12       | en augmentation | Suède              | HK Drott Halmstad     |
| 13       | en diminution   | Macédoine          | Vardar Skopje         |
| 14       | en augmentation | Pologne            | KS Kielce             |
| 15       | en stagnation   | Serbie             | Vojvodina Novi Sad    |
| 16       | en augmentation | Ukraine            | HC Motor Zaporijia    |
| 17       | en diminution   | Bosnie-Herzégovine | Borac Banja Luka      |
| 18       | en diminution   | Norvège            | Elverum Handball      |
| 19       | en augmentation | Biélorussie        | Dinamo Minsk          |
| 20       | en augmentation | Grèce              | AEK Athènes           |
| 21       | en diminution   | Autriche           | Alpla HC Hard         |
| 22       | en augmentation | Israël             | Hapoël Rishon LeZion  |
| 23       | en diminution   | Slovaquie          | Tatran Prešov         |
| 24       | en diminution   | Turquie            | Beşiktaş JK           |
| 25       | en augmentation | Italie             | SSV Bozen Loacker     |
| 26       | en augmentation | Pays-Bas           | HV KRAS/Volendam      |
| 27       | en augmentation | Luxembourg         | Handball Esch         |
| 28       | en diminution   | Monténégro         | RK Lovćen Cetinje     |
| 29       | en diminution   | Islande            | Fram Reykjavik        |
| 30       | en augmentation | République tchèque | HBC Jičín             |
| 31       | en augmentation | Chypre             | SPE Strovolos Nicosie |
| 32       | en augmentation | Belgique           | Initia HC Hasselt     |

| Rang EHF | Rang EHF        | Championnat        | Vainqueur                 |
| Rang     | Evol.           | Championnat        | Vainqueur                 |
| -------- | --------------- | ------------------ | ------------------------- |
| 1        | en stagnation   | Danemark           | FC Midtjylland            |
| 2        | en stagnation   | Hongrie            | Győri ETO KC              |
| 3        | en augmentation | Russie             | HC Dinamo Volgograd       |
| 4        | en stagnation   | Espagne            | Balonmano Bera Bera       |
| 5        | en diminution   | Norvège            | Larvik HK                 |
| 6        | en diminution   | Roumanie           | CS Oltchim Râmnicu Vâlcea |
| 7        | en diminution   | Allemagne          | Thüringer HC              |
| 8        | en stagnation   | France             | Metz Handball             |
| 9        | en stagnation   | Monténégro         | ŽRK Budućnost Podgorica   |
| 10       | en stagnation   | Slovénie           | Krim Ljubljana            |
| 11       | en augmentation | Serbie             | ŽRK Zaječar               |
| 12       | en augmentation | Turquie            | Muratpaşa BSK             |
| 13       | en diminution   | Autriche           | Hypo Niederösterreich     |
| 14       | en stagnation   | Pologne            | SPR Lublin                |
| 15       | en augmentation | Suède              | IK Sävehof                |
| 16       | en augmentation | Pays-Bas           | SV Dalfsen                |
| 17       | en augmentation | Macédoine          | ŽRK Vardar Skopje         |
| 18       | en diminution   | Croatie            | ŽRK Podravka Koprivnica   |
| 19       | en diminution   | Ukraine            | Karpaty Oujhorod          |
| 20       | en stagnation   | Grèce              | PAOK Thessalonique        |
| 21       | en augmentation | Portugal           | AC Alavarium              |
| 22       | en stagnation   | Italie             | Jomi Salerno              |
| 23       | en augmentation | Suisse             | LK Zug                    |
| 24       | en augmentation | Biélorussie        | BNTU Minsk                |
| 25       | en diminution   | Slovaquie          | Iuventa Michalovce        |
| 26       | en diminution   | République tchèque | Baník Most                |
| 27       | en diminution   | Islande            | Fram Reykjavik            |
| 28       | en stagnation   | Kosovo             | KHF Priština              |
| 29       | en augmentation | Belgique           | DHW Antwerpen             |

#### Saison 2012-2013 en Allemagne
Le Championnat d'Allemagne masculin 2012-2013 est la soixante-quatrième édition de cette compétition. À la fin de la saison, THW Kiel remporte la Coupe d'Allemagne pour la neuvième fois et est titré Champion d'Allemagne pour la dix-huitième fois de son histoire. Le champion, son dauphin, le SG Flensburg-Handewitt et le troisième, le Rhein-Neckar Löwen, sont qualifiés pour la ligue des champions. Le Füchse Berlin, le quatrième et le HSV Hambourg, le cinquième et tenant du titre de champion d'Europe se sont qualifiés pour un match de barrage de la ligue des champions, remporté par Hambourg. Berlin et TSV Hannover-Burgdorf, classé sixième, sont qualifiés pour la coupe de l'EHF. Le TV Großwallstadt, TV 1893 Neuhausen et le TuSEM Essen sont relégués en Bundesliga.2 et sont remplacés par trois clubs de cette même division, Bergischer HC, Champion d'Allemagne de D2, le TV Emsdetten son dauphin et le troisième, le ThSV Eisenach.
Le dernier titre de la saison, la Supercoupe est remporté par le THW Kiel au détriment du SG Flensburg-Handewitt.
| Compétition             | Vainqueur | Second                 | Score   |
| ----------------------- | --------- | ---------------------- | ------- |
| Championnat d'Allemagne | THW Kiel  | SG Flensburg-Handewitt | -       |
| Coupe d'Allemagne       | THW Kiel  | SG Flensburg-Handewitt | 33 – 30 |
| Supercoupe*             | THW Kiel  | SG Flensburg-Handewitt | 29 – 26 |

* l'édition 2012-2013 de la Supercoupe s'est déroulée en 2012.

#### Saison 2012-2013 en Espagne
Le Championnat d'Espagne masculin 2012-2013 est la soixante-deuxième édition de cette compétition. À la fin de la saison, FC Barcelone remporte la Coupe ASOBAL pour la huitième fois et est titré Champion d'Espagne pour la vingtième fois de son histoire. Son dauphin, l'Atlético de Madrid, remporte avec la Coupe du Roi son tout dernier titre car le club madrilène doit déposer le bilan le 9 juillet. De ce fait, ce n'est pas trois mais seulement deux clubs qui sont qualifiés pour la ligue des champions, le premier, le FC Barcelone et le troisième, le Naturhouse La Rioja. CB Ademar León et le BM Aragón, classés respectivement quatrième et cinquième, sont qualifiés pour la coupe de l'EHF. Le SD Octavio et le ARS Palma del Río sont relégués en División de Honor Plata et sont remplacés par trois clubs de cette même division, AB Gijón Jovellanos, deuxième d'Espagne de D2, le CD Bidasoa, vainqueur de Play-off, et CB Puente Genil, finaliste de Play-off.
Le dernier titre de la saison, la Supercoupe, est remporté par le FC Barcelone au détriment du Naturhouse La Rioja.
| Compétition           | Vainqueur          | Second              | Score   |
| --------------------- | ------------------ | ------------------- | ------- |
| Championnat d'Espagne | FC Barcelone       | Atlético de Madrid  | -       |
| Coupe ASOBAL          | FC Barcelone       | Atlético de Madrid  | 32 – 24 |
| Coupe du Roi          | Atlético de Madrid | Naturhouse La Rioja | 38 – 28 |
| Supercoupe*           | FC Barcelone       | Atlético de Madrid  | 34 – 31 |

* les éditions 2012-2013 de la Coupe ASOBAL et de la Supercoupe se sont déroulées en 2012.

#### Saison 2012-2013 en France
Le Championnat de France masculin 2012-2013 est la soixante-et-unième édition de cette compétition et la vingt-sixième édition depuis que la dénomination de Division 1 a été posée. À la fin de la saison, Paris-SG est titré Champion de France pour la première fois de son histoire. Le champion et son dauphin, le Dunkerque HGL qui a également remporté la Coupe de la Ligue, sont qualifiés pour la ligue des champions. Le Montpellier AHB ayant terminé troisième et ayant également remporté la Coupe de France, se qualifie pour le tournoi de Wild-Card de la ligue des champions. Battu par le Wisła Płock, Montpellier est reversé en coupe de l'EHF où est également qualifié le Chambéry SH, classé quatrième, ainsi que le HBC Nantes qui bénéficie d'une invitation. L'US Créteil et le Billère Handball sont relégués en Pro D2 et sont remplacés par deux clubs de cette même division, l'USAM Nîmes, Champion de France de D2, et le Dijon Bourgogne HB, vainqueur des playoffs.
| Compétition            | Vainqueur       | Second                   | Score            |
| ---------------------- | --------------- | ------------------------ | ---------------- |
| Championnat de France  | Paris-SG        | Dunkerque HGL            | -                |
| Coupe de France        | Montpellier AHB | Paris-SG                 | 35 – 28          |
| Coupe de la Ligue *    | Dunkerque HGL   | HBC Nantes               | 28 – 24          |
| Trophée des champions* | Dunkerque HGL   | Chambéry Savoie Handball | 22 – 22 (4-3tab) |

| Compétition           | Vainqueur       | Second                     | Score   |
| --------------------- | --------------- | -------------------------- | ------- |
| Championnat de France | Metz Handball   | CJF Fleury Loiret Handball | 49 – 48 |
| Coupe de France       | Metz Handball   | Cercle Dijon Bourgogne     | 37 – 29 |
| Coupe de la Ligue     | Issy Paris Hand | HBC Nîmes                  | 23 – 21 |

## Création et disparation de clubs
Clubs disparus
- Portland San Antonio (M), 17 avril
- RK Koper (M), 24 juin.
- CS Oltchim Râmnicu Vâlcea (F), 25 juin
- Atlético de Madrid (M), 9 juillet

Clubs en difficultés
- Medvedi Tchekhov (M), 14 fois champion de Russie consécutivement entre 2000 et 2013, renonce à sa participation à la Ligue des champions 2013-2014 et doit se séparer de la plus plupart de ses meilleurs joueurs.
- SD Itxako (F), quadruple champion d'Espagne entre 2009 et 2012, renonce à engager une équipe en championnat d'Espagne.
- la plupart des clubs espagnols sauf le FC Barcelone : Ademar León, BM Valladolid, BM Aragon...

Clubs créés
- Union Mios-Biganos-Bègles Handball (F), né du groupement sportif constitué par les clubs de Mios-Biganos bassin d’Arcachon (D1F) et du CA Bèglais (D2F)[5], 1er juillet

## Principaux transferts de l'intersaison 2013
Parmi l'ensemble des transferts ayant eu lieu à l'intersaison, une liste non exhaustive des principaux transferts est :
| Nat. | Joueur               | Champ. | Club 2012-2013          | Champ. | Club 2013-2014      |
| ---- | -------------------- | ------ | ----------------------- | ------ | ------------------- |
|      | Julen Aguinagalde    |        | Atlético de Madrid      |        | KS Kielce           |
|      | Pavel Atman          |        | HC Dinamo Minsk         |        | RK Metalurg Skopje  |
|      | Ivano Balić          |        | Atlético de Madrid      |        | HSG Wetzlar         |
|      | Xavier Barachet      |        | Atlético de Madrid      |        | Saint-Raphaël VHB   |
|      | Joan Cañellas        |        | Atlético de Madrid      |        | HSV Hambourg        |
|      | Gábor Császár        |        | MKB Veszprem KC         |        | Paris Saint-Germain |
|      | Timour Dibirov       |        | Medvedi Tchekhov        |        | Vardar Skopje       |
|      | Jure Dolenec         |        | RK Gorenje              |        | Montpellier AHB     |
|      | Alex Dujshebaev      |        | BM Aragon / Atl. Madrid |        | Vardar Skopje       |
|      | Sergei Gorbok        |        | Medvedi Tchekhov        |        | Rhein Neckar Löwen  |
|      | Momir Ilić           |        | THW Kiel                |        | Veszprém KSE        |
|      | Mariusz Jurkiewicz   |        | Atlético de Madrid      |        | Wisła Płock         |
|      | Nikola Karabatic     |        | Pays d'Aix              |        | FC Barcelone        |
|      | Rasmus Lauge Schmidt |        | Bjerringbro-Silkeborg   |        | THW Kiel            |
|      | Kiril Lazarov        |        | Atlético de Madrid      |        | FC Barcelone        |
|      | Marcin Lijewski      |        | HSV Hambourg            |        | Wisła Płock         |
|      | Fahrudin Melić       |        | RK Gorenje              |        | Paris Saint-Germain |
|      | Daniel Narcisse      |        | THW Kiel                |        | Paris Saint-Germain |
|      | Thierry Omeyer       |        | THW Kiel                |        | Montpellier AHB     |
|      | Albert Rocas         |        | FC Barcelone            |        | KIF Copenhague      |
|      | Carlos Ruesga        |        | Ademar León             |        | MKB Veszprem KC     |
|      | Diego Simonet        |        | US Ivry                 |        | Montpellier AHB     |
|      | Johan Sjöstrand      |        | Aalborg Håndbold        |        | THW Kiel            |
|      | Henrik Toft Hansen   |        | Bjerringbro-Silkeborg   |        | HSV Hambourg        |
|      | Igor Vori            |        | HSV Hambourg            |        | Paris Saint-Germain |

| Nat. | Joueuse               | Champ. | Club 2012-2013            | Champ. | Club 2013-2014            |
| ---- | --------------------- | ------ | ------------------------- | ------ | ------------------------- |
|      | Alexandrina Barbosa   |        | CS Oltchim Râmnicu Vâlcea |        | Thüringer HC              |
|      | Katarina Bulatović    |        | CS Oltchim Râmnicu Vâlcea |        | Győri ETO KC              |
|      | Camilla Dalby         |        | Randers HK                |        | ŽRK Budućnost Podgorica   |
|      | Siraba Dembélé        |        | Randers HK                |        | ŽRK Vardar Skopje         |
|      | Alexandra Lacrabère   |        | Zvezda Zvenigorod         |        | Union Mios-Biganos-Bègles |
|      | Andrea Lekić          |        | Győri ETO KC              |        | ŽRK Vardar Skopje         |
|      | Amandine Leynaud      |        | CS Oltchim Râmnicu Vâlcea |        | ŽRK Vardar Skopje         |
|      | Chana Masson de Souza |        | Randers HK                |        | Viborg HK                 |
|      | Cristina Neagu        |        | CS Oltchim Râmnicu Vâlcea |        | ŽRK Budućnost Podgorica   |
|      | Allison Pineau        |        | CS Oltchim Râmnicu Vâlcea |        | ŽRK Vardar Skopje         |
|      | Jovanka Radičević     |        | Győri ETO KC              |        | ŽRK Vardar Skopje         |